# ATP Finals 2021
Las Finales de la ATP o Nitto ATP Finals 2021  fue un torneo de tenis masculino que se jugó en el Pala Alpitour en Turín, Italia, del 14 al 21 de noviembre de 2021. Es el evento de final de temporada para los jugadores de individuales y dobles mejor clasificados en el ATP Tour 2021.
Esta fue la primera vez que Turín acogió los campeonatos de fin de año del ATP Tour. Fue la 52.ª edición del torneo (47.ª en dobles). El torneo estuvo dirigido por la Asociación de Profesionales de Tenis (ATP) y formó parte del ATP Tour 2021. El evento se llevó a cabo en canchas duras cubiertas. Servirá como campeonato de final de temporada para los jugadores del ATP Tour.
Los ocho jugadores que califican para el evento se dividen en dos grupos de cuatro. Durante esta etapa, los jugadores compiten en un formato de todos contra todos (lo que significa que los jugadores juegan contra todos los demás jugadores de su grupo). Los dos jugadores con mejores resultados en cada grupo avanzan a las semifinales, donde los ganadores de un grupo se enfrentan a los subcampeones del otro grupo. Esta etapa, sin embargo, es una etapa eliminatoria. La competición de dobles utiliza el mismo formato.

## Formato
El ATP Finals tiene un round-robin, con ocho jugadores/equipos divididos en dos grupos de cuatro. Los ocho cabezas de serie están determinados por el ranking de la ATP y el ranking de equipos en dobles de la ATP el lunes después del último torneo del ATP World Tour del año. Todos los partidos en individuales son al mejor de tres sets con tie-break en cada set, incluida la final. Todos los partidos de dobles son a dos sets y un super tie-break.

## Puntos y premios en efectivo
| Escenario                           | Individuales    | Dobles1       | Puntos   |
| ----------------------------------- | --------------- | ------------- | -------- |
| Campeón                             | RR + $1,455,000 | RR + $226,000 | RR + 900 |
| Finalista                           | RR + $475,000   | RR + $76,000  | RR + 400 |
| Victoria por partido en round robin | $155,000        | $30,000       | 200      |
| Pago por participación              | $155,000        | $76,000       | —        |
| Suplentes                           | $85,000         | $30,000       | —        |

- RR es puntos o premios en efectivo ganados en el round robin.
- 1 Premios en efectivos en dobles es por equipo.

## Clasificación
Los ocho mejores jugadores (o equipos) con la mayor cantidad de puntos acumulados en Grand Slam y ATP World Tour durante todo el año calificarán al ATP World Tour Finals 2019. Los puntos contables, incluyen a los ingresados durante todo el calendario tenístico 2021 y los últimos torneos Challengers del año pasado, posteriores al ATP World Tour Finals 2020.
Para clasificar, un jugador que acabe la temporada pasada en el top 30 debe de competir obligatoriamente en los cuatro torneos de Grand Slam y en los ocho torneos ATP World Tour Masters 1000 a excepción de Montecarlo que no es obligatoria su presentación durante la temporada. También se pueden contabilizar sus seis mejores resultados en torneos ATP World Tour 500, ATP World Tour 250 y otros eventos (Challengers, Futures, Juegos Olímpicos) dependiendo de su ranking. Para contar esos mejores seis resultados, los jugadores deben tener que participar en torneos ATP World Tour 500 – cuatro por año (al menos uno después del US Open).
Adicionalmente, los jugadores ya no se comprometerán a inscribirse en los eventos 500 con 12 semanas de anticipación, sino que lo podrán hacer con 6 semanas de anticipación. Si un jugador decide jugar en un Grand Slam o ATP World Tour Masters 1000, este debe de contabilizar los puntos obtenidos, incluso sí sumó "cero puntos" porque se perdió el evento. Sí un jugador no juega suficientes torneos ATP 500 y no tiene una aparición en un ATP 250 o en un Challenger con un mejor resultado. Sí un jugador no juega suficientes ATP 250 o torneos Challenger, el World Team Championship es contabilizado en lugar de los ATP 250 (si el jugador archivó mejores resultados en los torneos mencionados anteriormente). Sí un jugador no se puede presentar en todas las categorías requeridas (por una lesión), todos los resultados de los ATP 250 o Challenger son incluidos en los 18 torneos sumatorios para las finales. En dobles, los puntos de los Challenger están excluidos.
El ATP World Tour Finals 2019 cuenta como un 19° torneo adicional, que brinda puntos y podría variar el ranking de los ocho clasificados al final de temporada..
Sí un jugador (o pareja) gana uno de los cuatro torneos Grand Slams durante el año, pero finaliza fuera de los ocho primeros en la lista de clasificación de fin de año (y dentro del top 20), estarán clasificados en lugar del jugador (o pareja) octavo. Si dos jugadores (o parejas) están en esta situación, el clasificado más bajo de los dos se le dará la posición de primer suplente por encima del octavo clasificado.

## Carrera al campeonato

### Individuales
- Ranking actualizado al 9 de noviembre del 2021.
- Aquellos jugadores en oro están clasificados.
- Aquellos jugadores en marrón han renunciado a jugar este torneo.

| AUS           | RG                 | WIM     | USO     | MIA     | MON     | MAD    | ROM    | CAN    | CIN    | IW     | PAR    | 1      | 2      | 3     | 4      | 5     | 6      |        |        |       |    |
| 1             | Novak Djokovic     | G 2000  | G 2000  | G 2000  | F 1200  | A 0    | R16 90 | A 0    | F 600  | A 0    | A 0    | A 0    | G 1000 | G 250 | RR 140 | SF 90 | CF 45  |        |        | 9,370 | 11 |
| 2             | Daniil Medvedev    | F 1200  | CF 360  | R16 180 | G 2000  | CF 180 | A 0    | R16 90 | R32 10 | G 1000 | SF 360 | R16 90 | F 600  | G 500 | G 250  | G 250 | R32 0  | R32 0  |        | 7,070 | 14 |
| 3             | Alexander Zverev   | CF 360  | SF 720  | R16 180 | SF 720  | R64 10 | R16 90 | G 1000 | CF 180 | A 0    | G 1000 | CF 180 | SF 360 | G 500 | G 500  | SF 65 | CF 45  | R16 45 | R32 0  | 5,955 | 17 |
| 4             | Stefanos Tsitsipas | SF 720  | F 1200  | R128 10 | R32 90  | CF 180 | G 1000 | R16 90 | CF 180 | SF 360 | SF 360 | CF 180 | R32 10 | F 300 | F 300  | G 250 | SF 180 | RR 115 | CF 90  | 5,695 | 20 |
| 5             | Andrey Rublev      | CF 360  | R128 10 | R16 180 | R32 90  | SF 360 | F 600  | R16 90 | CF 180 | R16 90 | F 600  | R32 45 | R32 10 | G 500 | G 310  | F 300 | SF 180 | SF 90  | SF 90  | 4,210 | 20 |
| 6             | Matteo Berrettini  | R16 180 | CF 360  | F 1200  | CF 360  | A      | R32 45 | F 600  | R16 90 | A 0    | R16 90 | R32 45 | A 0    | G 500 | F 270  | G 250 | CF 90  | CF 45  |        | 4,090 | 14 |
| 7             | Hubert Hurkacz     | R128 10 | R128 10 | SF 720  | R64 45  | G 1000 | R32 45 | R64 10 | R64 10 | CF 180 | R16 90 | CF 180 | SF 360 | G 250 | G 250  | CF 45 | R16 45 | R16 45 | R16 20 | 3,315 | 22 |
| 8             | Casper Ruud        | R16 180 | R32 90  | R128 10 | R64 45  | A 0    | SF 360 | SF 360 | A 0    | CF 180 | CF 180 | R16 90 | CF 180 | G 250 | G 250  | G 250 | G 250  | G 250  | CF 90  | 3,275 | 21 |
| ↓ suplentes ↓ |                    |         |         |         |         |        |        |        |        |        |        |        |        |       |        |       |        |        |        |       |    |
| 9             | Jannik Sinner      | R128 10 | R16 180 | R128 10 | R16 180 | F 600  | R32 45 | R32 45 | R32 45 | R32 10 | R32 45 | R16 90 | R32 10 | G 500 | G 250  | G 250 | G 250  | SF 180 | SF 180 | 3,015 | 24 |
| 10            | Rafael Nadal       | CF 360  | SF 720  | A 0     | A 0     | A 0    | CF 180 | CF 180 | G 1000 | A 0    | A 0    | A 0    | A 0    | G 500 | R16 45 |       |        |        |        | 2,985 | 7  |
| 11            | Cameron Norrie     | R32 90  | R32 90  | R32 90  | R128 10 | A 0    | A 0    | R32 45 | R32 70 | R64 10 | R64 10 | G 1000 | R35 45 | F 300 | G 250  | F 150 | F 150  | F 150  | SF 90  | 2,910 | 23 |

### Dobles
- Ranking actualizado al 6 de noviembre 2021.
- Aquellos parejas en oro están clasificados.

| Rank.         | Equipo                              | Puntos | Puntos | Puntos | Puntos | Puntos  | Puntos  | Puntos | Puntos | Puntos | Puntos | Puntos | Puntos | Puntos | Puntos | Puntos | Puntos | Puntos | Puntos | Puntos | Puntos totales | Torneos |
| Rank.         | Equipo                              | 1      | 2      | 3      | 4      | 5       | 6       | 7      | 8      | 9      | 10     | 11     | 12     | 13     | 14     | 15     | 16     | 17     | 18     | 19     | Puntos totales | Torneos |
| ------------- | ----------------------------------- | ------ | ------ | ------ | ------ | ------- | ------- | ------ | ------ | ------ | ------ | ------ | ------ | ------ | ------ | ------ | ------ | ------ | ------ | ------ | -------------- | ------- |
| 1             | Nikola Mektić Mate Pavić            | G 2000 | G 1000 | G 1000 | G 1000 | SF 720  | F 600   | F 600  | G 500  | F 300  | G 250  | G 250  | G 250  | CF 180 | CF 90  | CF 90  | CF 45  | R64 0  | R16 0  | R16 0  | 8,875          | 19      |
| 2             | Rajeev Ram Joe Salisbury            | G 2000 | F 1200 | G 1000 | SF 720 | F 600   | SF 360  | F 300  | SF 180 | SF 180 | CF 180 | F 150  | R16 90 | R16 90 | R32 90 | R16 0  | R32 0  | R16 0  | R16 0  |        | 7,185          | 18      |
| 3             | Pierre-Hugues Herbert Nicolas Mahut | G 2000 | F 600  | G 500  | CF 360 | CF 360  | CF 180  | CF 180 | SF 180 | F 150  | R16 90 | R32 90 | R16 0  |        |        |        |        |        |        |        | 4,690          | 12      |
| 4             | Marcel Granollers Horacio Zeballos  | F 1200 | G 1000 | G 1000 | SF 360 | CF 360  | F 300   | CF 180 | R32 90 | CF 45  | R16 0  | R32 0  | R64 0  | R32 0  | R16 0  |        |        |        |        |        | 4,5355         | 14      |
| 5             | Juan Sebastián Cabal Robert Farah   | SF 720 | G 500  | G 500  | G 500  | SF 360  | SF 360  | CF 360 | CF 180 | CF 180 | F 150  | SF 90  | SF 90  | CF 90  | R16 90 | R32 90 | R64 0  | R32 0  | R32 0  | R16 0  | 4,260          | 20      |
| 6             | Ivan Dodig Filip Polášek            | G 2000 | SF 360 | SF 180 | CF 180 | F 150   | SF 90   | R16 90 | R32 90 | R32 90 | R16 0  | R16 0  | R16 0  |        |        |        |        |        |        |        | 3,275          | 12      |
| 7             | Jamie Murray Bruno Soares           | F 1200 | SF 720 | SF 360 | G 250  | G 250   | R16 180 | CF 90  | R16 90 | R32 90 | R32 0  | R32 0  | R32 0  | R16 0  | R16 0  |        |        |        |        |        | 3,275          | 14      |
| 8             | Kevin Krawietz Horia Tecău          | G 500  | SF 360 | CF 360 | CF 360 | F 300   | F 300   | F 300  | SF 180 | CF 180 | CF 180 | R16 90 | R16 90 | R32 0  | R64 0  | R16 0  |        |        |        |        | 3,110          | 15      |
| ↓ Suplentes ↓ |                                     |        |        |        |        |         |         |        |        |        |        |        |        |        |        |        |        |        |        |        |                |         |
| 9             | John Peers Filip Polášek            | G 1000 | SF 360 | SF 180 | SF 180 | F 150   | R16 90  | R32 0  | R16 0  |        |        |        |        |        |        |        |        |        |        |        | 2,500          | 8       |
| 10            | Simone Bolelli Máximo González      | SF 720 | G 250  | G 250  | G 250  | R16 180 | R16 180 | F 150  | R16 90 | R16 90 | CF 90  | CF 45  | CF 45  | R32 45 | R16 0  | R32 0  | R32 0  | R16 0  | R32 0  |        | 2,385          | 18      |
| 11            | Tim Pütz Michael Venus              | G 1000 | G 500  | SF 360 | SF 180 | CF 180  | R64 0   | R64 0  | R32 0  | R16 0  |        |        |        |        |        |        |        |        |        |        | 2,220          | 9       |

## Finales

### Individual
| Fecha    | Hora¹ | Enfrentamiento       | Enfrentamiento | Enfrentamiento      | Marcador |
| -------- | ----- | -------------------- | -------------- | ------------------- | -------- |
| 21.11.21 | 17:00 | Alexander Zverev [3] | 2-0            | Daniil Medvédev [2] | 6-4, 6-4 |

- (¹) -  Hora local de Turín (UTC +1)

### Dobles
| Fecha    | Hora¹ | Partido                                 | Partido | Partido                      | Resultado     |
| -------- | ----- | --------------------------------------- | ------- | ---------------------------- | ------------- |
| 21.11.21 | 14.30 | Pierre-Hugues Herbert Nicolas Mahut [3] | 2-0     | Rajeev Ram Joe Salisbury [2] | 6-4, 7-6(7-0) |

- (¹) -  Hora local de Turín (UTC +0)